# Alipiusz Słupnik
Alipiusz Słupnik, Alpiniusz Stylita łac. Alypius, cs. Prepodobnyj Alipij Stołpnik) (ur. 515 w Adrianopolu w Paflagonii w dzisiejszej Turcji, zm. ok. 614) – święty Kościoła katolickiego i prawosławny, stylita.

## Życiorys
Źródłem informacji na temat Alipiusza Słupnika jest jego życiorys spisany przez jednego z jego uczniów. Pochodził z Adrianopolis gdzie urodził się prawdopodobnie na początku VII wieku. Podawane są daty od 522 roku, a długość życia według źródeł wschodnich określana jest na 118 lat. Do trzydziestego roku życia pełnił posługę diakona i zarządzał miejscową świątynią. Porzuciwszy to zajęcie odbył dwuletnią pokutę na pustyni, a następnie rozpoczął wieść życie na słupie. Przez pięćdziesiąt trzy lata utrzymywał się w postawie stojącej. W sumie spędził na tej formie odosobnienia sześćdziesiąt siedem lat, (wg. innych źródeł 53) gromadząc wokół siebie uczniów obojga płci, którzy utworzyli dwa klasztory. Spotkania modlitewne zgromadzeń odbywały się siedem razy dziennie pod kolumną na której przebywał Alipiusz by wraz z nim wielbić Boga.
Został pochowany w zbudowanej przez siebie cerkwi św. męczennicy Eutymii. Przy relikwiach świętego odnotowano wiele cudownych uzdrowień. 
Relikwie Alipiusza zostały przeniesione do klasztoru Kutlumus na Athos zaś w Konstantynopolu powstał klasztor pod jego wezwaniem.
Jego wspomnienie liturgiczne w Kościele katolickim obchodzone jest 26 listopada.
Cerkiew prawosławna wspomina świętego mnicha 26 listopada/9 grudnia, tj. 9 grudnia według kalendarza gregoriańskiego.
W ikonografii jest przedstawiany w stroju pustelnika. Jego atrybuty to dzieciątko nawiązujące do dostąpienia objawień Dzieciątka Jezus, słup przypomina o podjętej pokucie jako stylita, który zgodnie z tradycją trwał w pozycji stojącej 53 lata, zwój symbolizuje wskazówki jakie zostawił swoim uczniom i naśladowcom. 